# Shufu
Shufu  (en chino, 疏附县; pinyin, Shūfù  xiàn) también conocida por su nombre uigur de Kona Sheher (en uigur: كونا شەھەر, romanizado: Kona Sheher; en chino, 阔纳协海尔; pinyin, Kuònà Xiéhǎi'ěr) es un condado bajo la administración directa de la Prefectura Kasgar en la Región autónoma de Sinkiang, República Popular China. Su área es de 2709 km² y su población total para 2010 superó los 300 mil habitantes.

## Administración
Desde octubre de 2022, el condado Shufu  se divide en 10 pueblos que se administran en 4 poblados y 10  villas.

## Toponimia
Shufu, es la transcripción china del nombre original en jotanés y significa "Ciudad Vieja", donde "Shu" corresponde a "ciudad" y "Fu" a "viejo". El idioma jotanés fue alguna vez el idioma local que se expandió en Sinkiang gracias al Reino de Jotán, luego fue reemplazado gradualmente por el uigur.
En uigur la ciudad se llama Kona Sheher, literalmente "Ciudad Vieja", lo que indica que el nombre chino es una transcripción fonética, mientras el nombre uigur es una traducción.